# TFR-Klasse 22E
Die Transnet-Freight-Rail-Klasse 22E ist eine ab 2015 in Dienst gestellte sechsachsige Zweisystem-Elektrolokomotive für den Güterverkehr der Transnet Freight Rail in Südafrika. Die Lokomotive wurde von der chinesischen CSR Corporation entworfen und ist für den Betrieb mit 3 kV Gleichstrom und 25 kV 50 Hz Wechselstrom ausgelegt.

## Hersteller
Die ersten 40 Lokomotiven der Baureihe 22E wurden in China in der Zhuzhou Electric Locomotive Company gebaut, die eine Tochtergesellschaft der China South Locomotive and Rolling Stock Corporation (CSR) ist. Die Roll-out-Feier der ersten Lokomotive, der 22 002, fand am 10. April 2015 statt. Die restlichen 359 Lokomotiven werden in Südafrika bei Pretoria in der Unterhaltswerkstatt Koedoespoort von Transnet Engineering, einer für den Unterhalt des Rollmaterials zuständigen Tochtergesellschaft von Transnet, gebaut.
Der Kauf der Baureihe 22E ist Teil des größten je vergebenen Liefervertrags für Lokomotiven in der südafrikanischen Geschichte, der zugleich die größte je getätigte Einzelinvestition eines südafrikanischen Unternehmens ist. Der Vertrag besteht aus vier Einzelverträgen mit weltweit tätigen Schienenfahrzeugherstellern über den Bau von insgesamt 1064 Lokomotiven. Es sind dies:
- CSR Zhuzhou Electric Locomotive Company für 359 Zweisystem-Elektrolokomotiven der TFR-Klasse 22E.
- Bombardier Transportation für 240 Zweisystem-Elektrolokomotiven der TFR-Klasse 23E.
- GE Transportation für 233 dieselelektrische Lokomotiven der TFR-Klasse 44.
- China CNR Corporation für 232 dieselelektrische Lokomotiven der TFR-Klasse 45.[3][4]

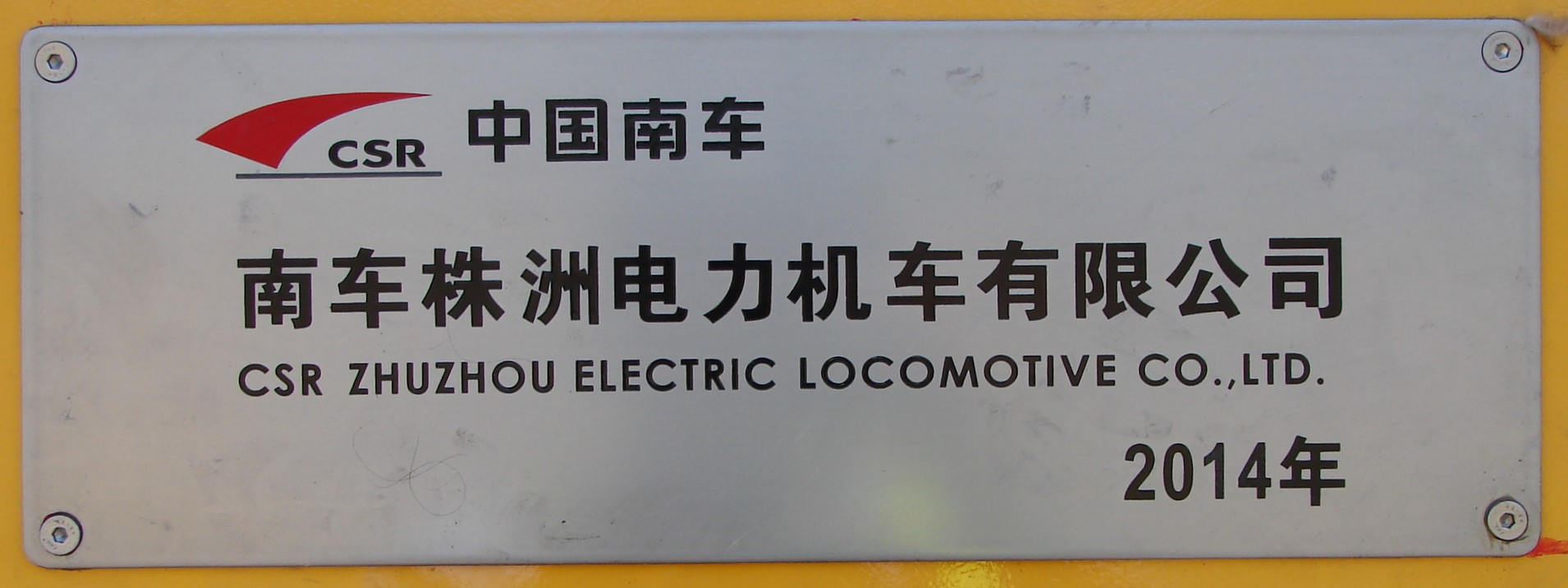

Auf den Fabrikschildern der in China gebauten Lokomotiven ist das Baujahr 2015 eingetragen, aber aus einem unbekannten Grund trägt das Schild der Lok 22 041, der ersten in Südafrika gebauten Lokomotive, die Jahreszahl 2014.

## Baureihenbezeichnung
In den 1930er-Jahren, als die South African Railways noch mit Dampfloks fuhren, wurde eine schwerere Variante der SAR-Klasse 21 als SAR-Klasse 22 vorgeschlagen, aber nie gebaut. Die Baureihe 22E ist somit die erste Lokomotive in Südafrika mit der Zahl 22 in der Bezeichnung.

## Technik
Der Lokomotivkasten ist eine geschweißte selbsttragende Konstruktion aus Stahlblech und -profilen. Die Lokomotiven der Baureihe 22E sieht praktisch gleich aus wie diejenigen der Baureihe 20E und 21E, sind aber länger. Sie haben sechs statt vier Achsen und eine andere Geräteanordnung im Maschinenraum.
Die Lokomotive hat eine Leistung von 4,6 MW und ist nach den Lokomotiven für den Erzverkehr auf der Bahnstrecke Sishen–Saldanha die zweite moderne sechsachsige Lokomotive im Fahrzeugpark von Transnet.

### Anordnung der Geräte
Die 22E-Lokomotiven haben nur an einem Ende einen Führerstand. Im Maschinenraum sind die Geräte links und rechts von einem Mittelgang angeordnet. Von vorne nach hinten ist die Anordnung wie folgt:
| Linke Seite - Klimaanlage - Niederspannungsgerüst - Wartungstüre - Traktionsstromrichter 1 - Kühlturm 1 - Maschinenraumlüfter - Fahrmotorlüfter 2 - Hilfsbetriebegerüst - Luftbehälter 2 - Bremswiderstand 1 - Bremsgerüst | Rechte Seite - Kommunikationsausrüstung - Batterieladegerät - Fahrmotorlüfter 1 - Hilfsbetriebetransformator - Kühlturm 2 - Traktionsstromrichter 2 - Hochspannungszelle - Luftbehälter 1 - Kompressor und Lufttrockner - Bremswiderstand 2 - Toilette mit Waschbecken. |

### Stromabnehmer
TFR bestand auf der Anordnung der Stromabnehmer in der Art und Weise, dass die Palette direkt über dem Drehpunkt des Drehgestells liegt. Dieselbe Anordnung wurde auch bei den Lokomotiven der Baureihen 7E, 20E und 21E angewandt. Dadurch wird das Risiko verkleinert, dass sich der Stromabnehmer mit der Fahrleitung verhängt. Dies ist besonders in Tunneln und engen Bögen sowie bei Weichen besonders groß, weil sich an diesen Stellen der Stromabnehmer gegenüber der Fahrleitung seitlich bewegt.

### Zweisystem-Betrieb

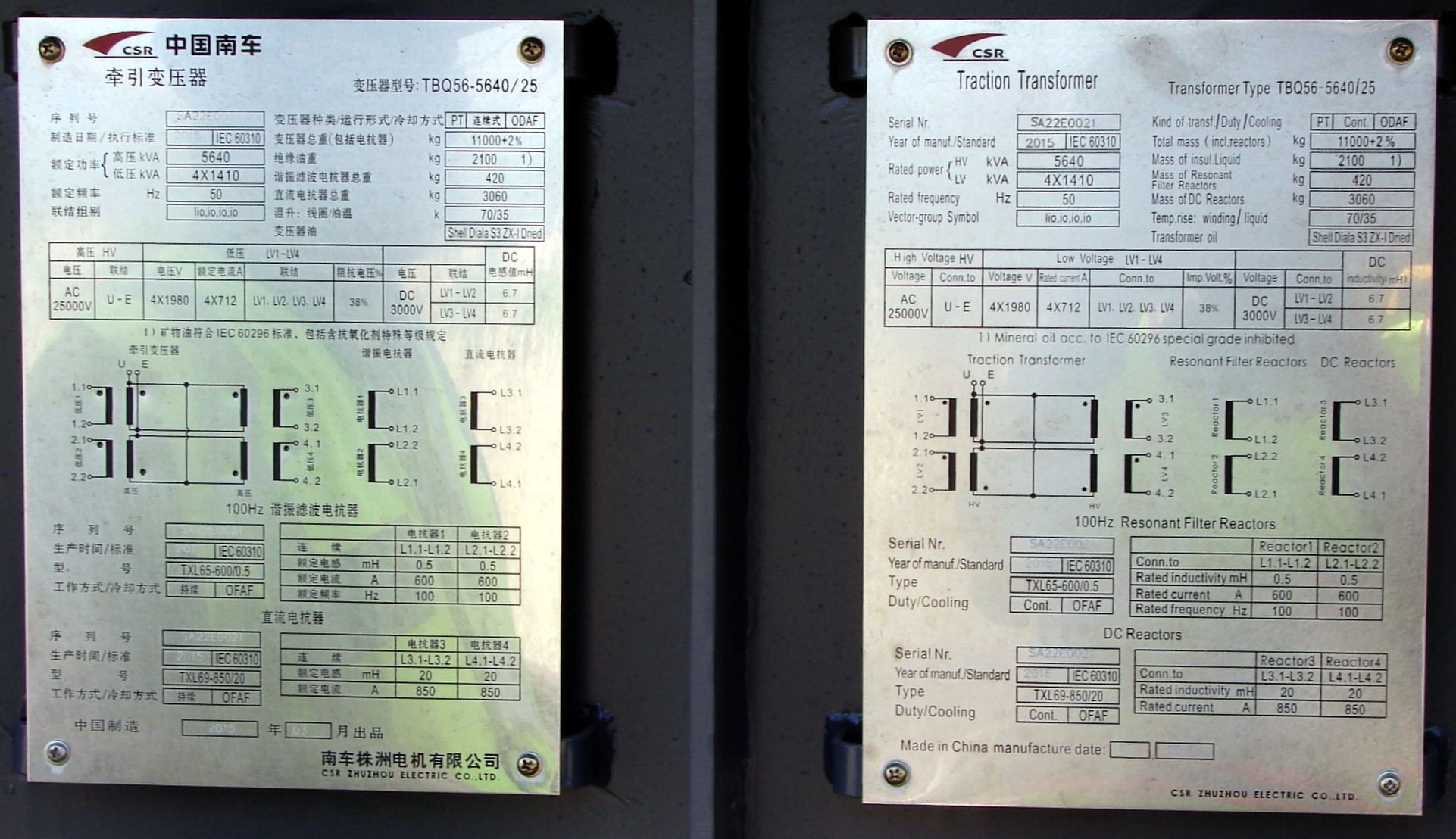
Typenschild des Transformators der Lokomotive E22 013

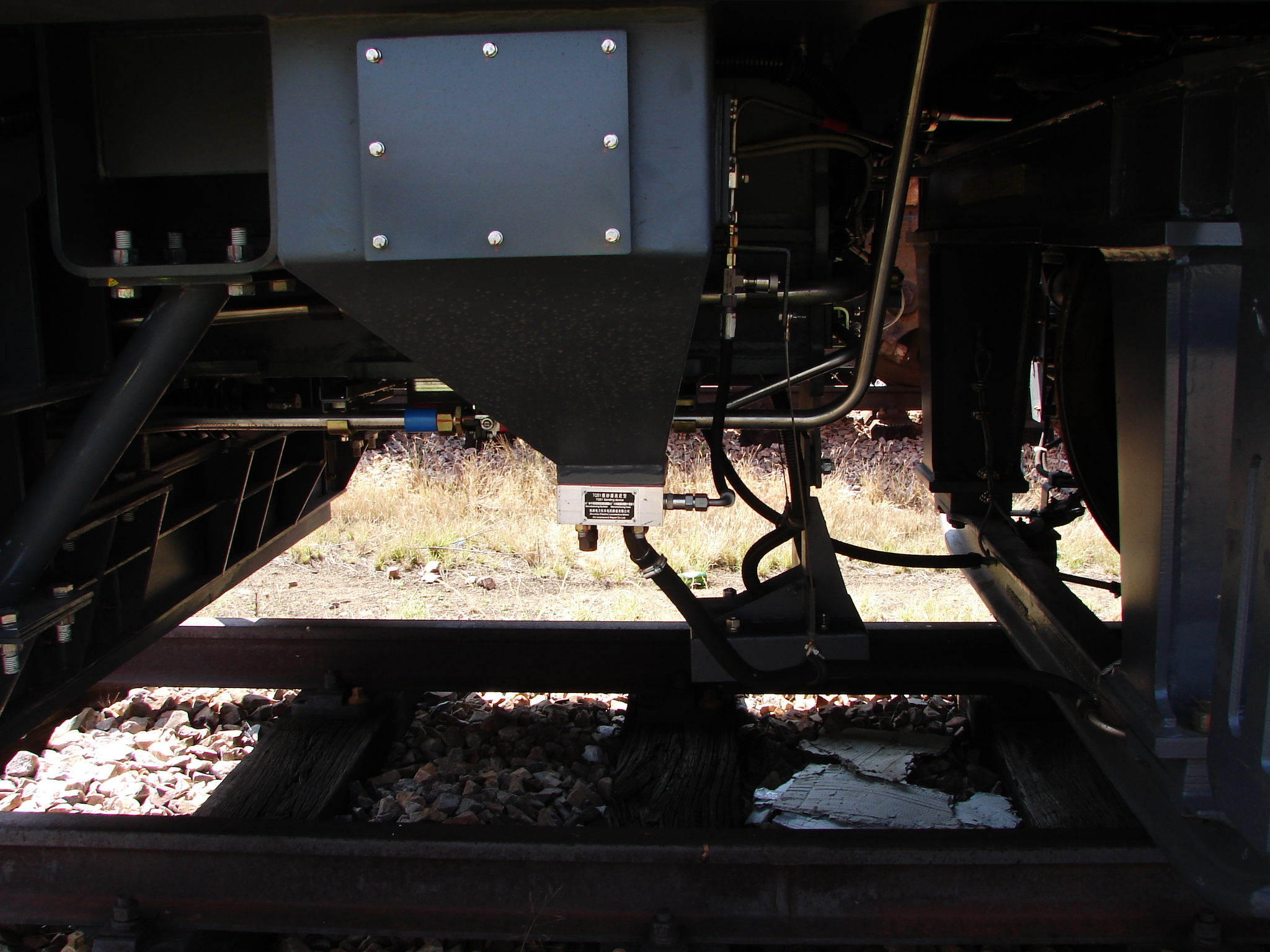
Hinter dem Schienenräumer angeordneter Reedschalter für die automatische Schutzstreckenbefahrung

Wie die Zweisystem-Lokomotiven der Baureihen 19E, 20E und 21E konfiguriert sich der Hauptstromkreis automatisch abhängig von der vorhandenen Fahrleitungsspannung für den Gleichstrom- oder Wechselstrombetrieb. Die Phasen-Schutzstrecken und Systemwechsel-Schutzstrecken sind drei Meter lang und werden durch 45 m vor und nach dieser Strecke verlegten Gleismagnete dem Fahrzeug signalisiert. Die beiden Magnete sind mit in Bezug zueinander umgekehrten Polaritäten verlegt. Sie aktivieren einen Reedschalter, der hinter dem Schienenräumer der Lok angeordnet ist und das Befahren der Schutzstrecke steuert.
Beim Befahren einer Schutzstrecke wird automatisch die Zugkraft abgeschaltet und der Hauptschalter geöffnet, bevor diese erreicht ist. Nach dem Befahren der Schutzstrecke wird der Hauptschalter automatisch wieder geschlossen und die Zugkraft wieder aufgeschaltet.

## Bilder
Die Bilder zeigen die 20E-Lokomotiven von allen Seiten.

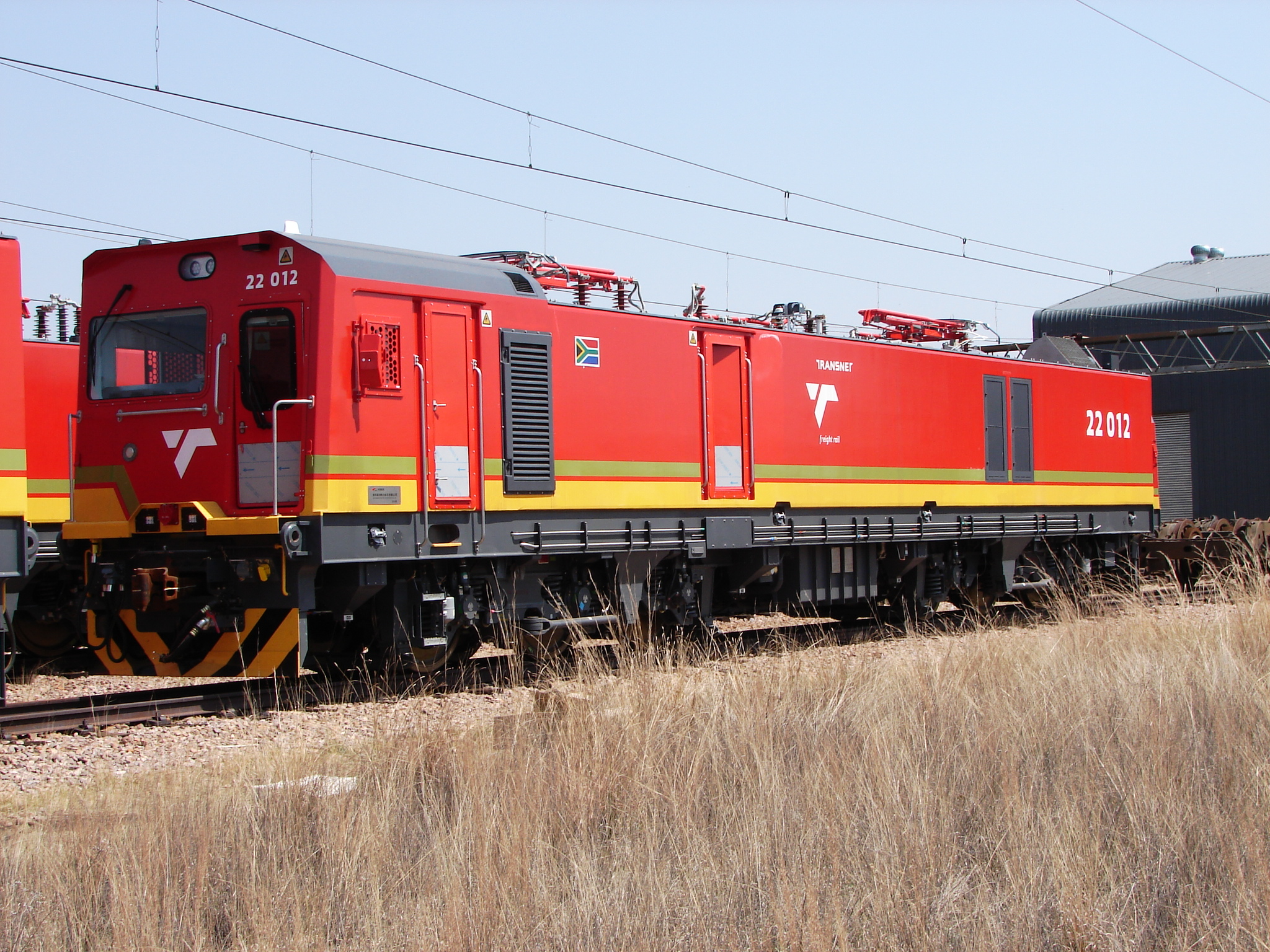
Linke Seite der Lok 22 012
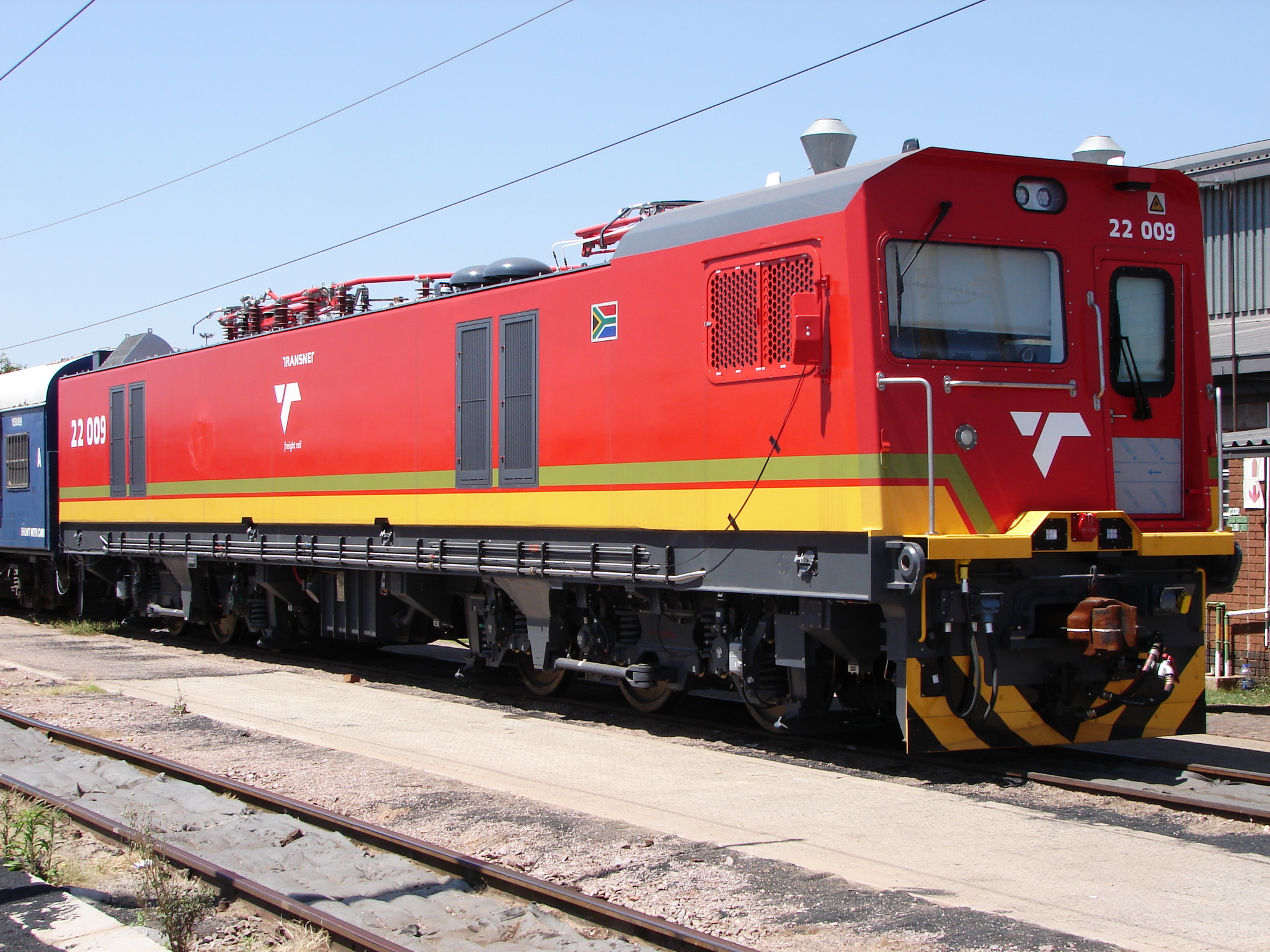
Rechte Seite der Lok 22 009
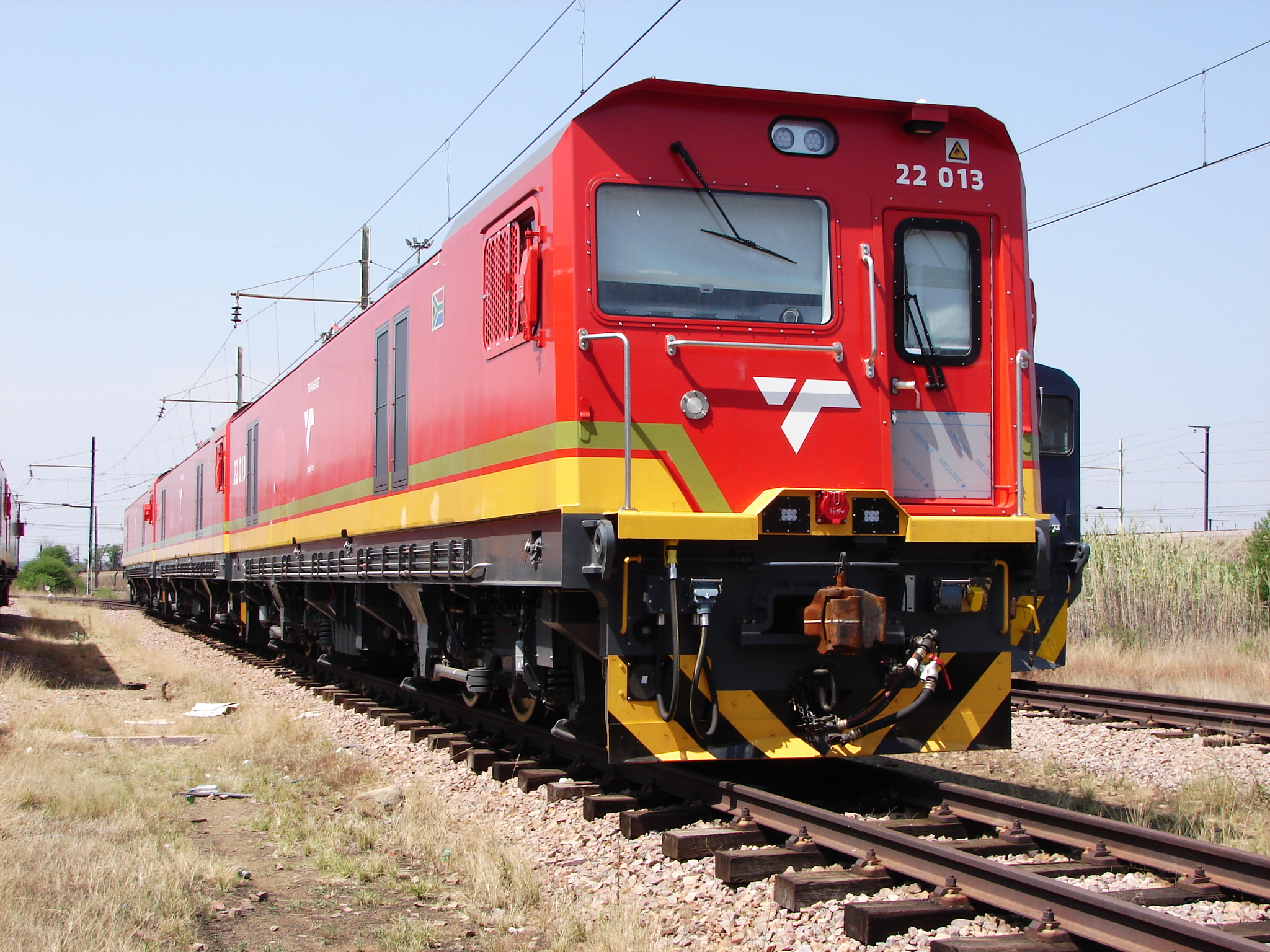
Front der Lok 22 013
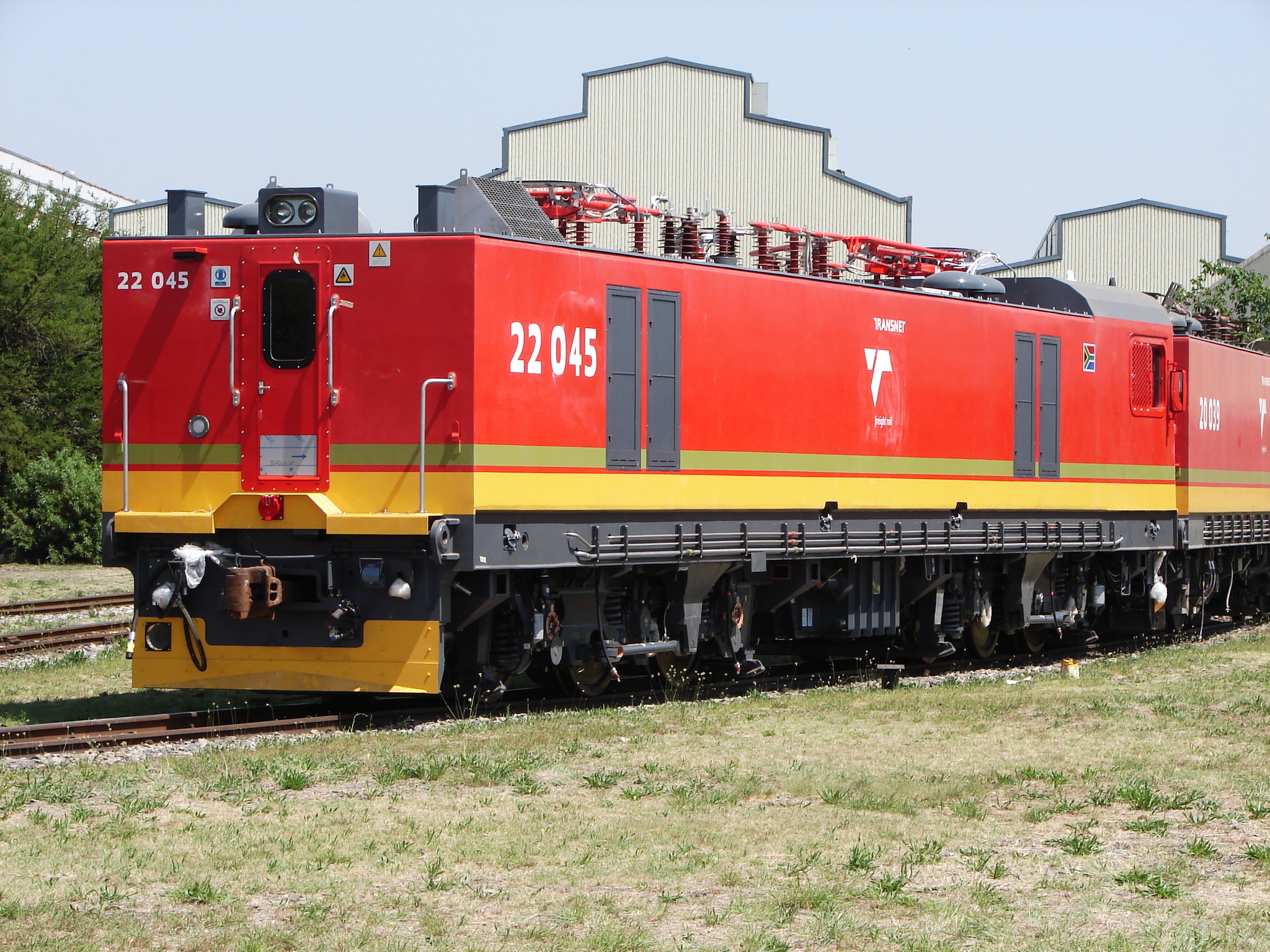
Heck der Lok 22 045